# Палестина 194
Палестина 194 — название, присвоенное дипломатической кампании Палестинской национальной администрации для получения членства в Организации Объединённых Наций в качестве государства Палестина. Название кампании является ссылкой на то, что Палестина становится 194-м членом ООН. Кампания является частью стратегии завоевания международного признания Государства Палестина на основе границ до Шестидневной войны с Восточным Иерусалимом в качестве его столицы.
Инициатива была разработана в течение двухлетнего тупика на переговорах с Израилем, которые следовали за отказом последнего замораживать строительство поселений на Западном берегу.
Кампания была представлена в средствах массовой информации уже в конце 2009 года и получила известность во время подготовки к 66-й сессии Генеральной Ассамблеи в сентябре 2011 года.
Президент Махмуд Аббас передал Генеральному секретарю Пан Ги Муну 23 сентября 2011 года официальную заявку на вступление Государства Палестина в ООН в качестве полноправного члена. Совет Безопасности такое решение не поддержал, и в сентябре 2012 года руководство ПНА обратилось к Генеральной Ассамблее ООН с просьбой о признании ПНА «государством-наблюдателем», который Генеральная Ассамблея приняла 29 ноября 2012 года.
Эта инициатива была официально поддержана Лигой арабских государств в мае и была официально подтверждена Организацией освобождения Палестины 26 июня 2011 года. Это решение было названо израильским правительством как односторонний шаг, в то время как палестинское правительство считает, что это необходимо для преодоления нынешнего тупика. Несколько других стран, таких как Германия и Канада, также отклонили это решение и призвали к скорейшему возвращению к переговорам. Другие, такие как Норвегия и Россия, одобрили этот план. Генеральный секретарь заявил: «Члены ООН имеют право голосовать за или против признания Палестинской государственности в ООН».

## Примечание
1. 1 2  Schell, Bernhard (31 июля 2011). UN will count 194 members if Palestine gets in. InDepthNews. Архивировано 3 августа 2017. Дата обращения: 1 августа 2011.
2. ↑  Phillips, Leigh (17 ноября 2009). EU rejects request to recognise independent Palestine. EUobserver.com. Архивировано 20 ноября 2009. Дата обращения: 30 августа 2011.
3. ↑  Аббас передал генсекретарю ООН заявку на вступление Палестины. Дата обращения: 15 августа 2018. Архивировано 24 сентября 2011 года.
4. ↑  В Совбезе ООН не смогли определиться со статусом Палестинской автономии. Lenta.ru (9 ноября 2011). Архивировано 5 декабря 2020 года.
5. ↑  Палестинские власти обратятся в ООН для получения особого статуса. newsru.com. 8 сентября 2012. Архивировано 14 января 2013. Дата обращения: 30 ноября 2012.
6. ↑  Палестина наращивает государственность. Газета "Коммерсантъ" (29 ноября 2012). Дата обращения: 30 ноября 2012. Архивировано 1 декабря 2012 года.
7. ↑  Palestine to seek UN non-Member State status, Abbas tells General Assembly debate. UN News Centre (27 сентября 2012). Дата обращения: 29 ноября 2012. Архивировано 16 августа 2018 года.
8. ↑  Sawafta, A. (14 июля 2011). Arabs to seek full Palestinian upgrade at UN. Reuters. Архивировано 15 сентября 2011. Дата обращения: 19 июля 2011.
9. ↑  Staff writers (6 июля 2011). Arab League Requests Palestinian Statehood from U.N. Palestine News Network. Архивировано 14 августа 2014. Дата обращения: 19 июля 2011.
10. ↑  Ashkar, Alaa; Bannoura, Saed (9 сентября 2011). UN Secretary-General Supports Full Palestinian Membership. IMEMC News. International Middle East Media Center. Архивировано 15 октября 2011. Дата обращения: 9 сентября 2011.